# Kultura jerzmanowicka

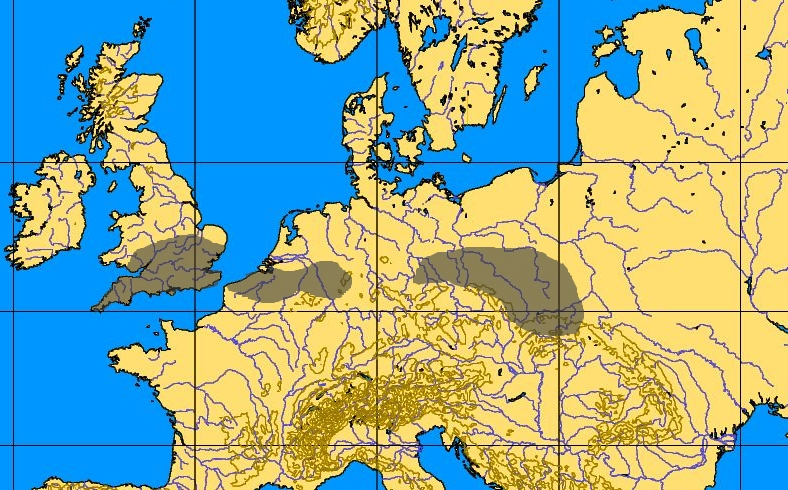
Zasięg kultury jerzmanowickiej

Kultura jerzmanowicka (również jerzmanowicko-telmańska) – kultura z kręgu kultur ostrzy liściowatych występującego w górnym paleolicie w Polsce, na Ukrainie i Morawach.
Nazwa kultury jerzmanowickiej związana jest z jaskinią Nietoperzową w eponimicznych Jerzmanowicach koło Ojcowa. Kultura ta rozwijała się w okresie od 38. tys. do ok. 30 tys. lat temu. Zespół zjawisk kulturowych utożsamianych z kulturą jerzmanowicką obejmował swym zasięgiem tereny dzisiejszej Anglii – jaskinia Kent's Cavern przez tereny Belgii – jaskinie Goyet i Spy i Niemcy – jaskinia Ilsenhöhle, aż do obszarów południowej Polski – jaskinia Nietoperzowa. Do form przewodnich w kamiennych inwentarzach tej kultury należą ostrza liściowate obrobione bifacjalnie, narzędzia te wykonywane były za pomocą techniki wiórowej. Na stanowiskach kultury jerzmanowickiej poświadczona jest obecność narzędzi typu rylce, półtylczaki, a także retuszowane odłupki. Do głównych form mieszkalnych w kulturze jerzmanowickiej należy zaliczyć głównie stanowiska jaskiniowe, które miały charakter krótkotrwałych obozowisk łowców polujących na konie, zające polarne i prawdopodobnie na niedźwiedzie jaskiniowe. Jedyne znane stanowisko otwarte tej kultury znajduje się na terytorium Anglii w Glaston. Brak stanowisk otwartych na innych terenach Europy związane jest prawdopodobnie z ostatnim zlodowaceniem, którego osady skutecznie przykryły tego rodzaju stanowiska.